# 拓州
拓州，南北朝时西魏、北周设立的州。
南梁设置宜州，西魏夺取后，改宜州置拓州，治所在夷陵县石鼻山（治所在今湖北省宜昌市西北三十里）。《太平寰宇记》卷147峡州： “后魏改宜州为拓州，盖取开拓之义。”下辖宜都郡夷陵县、汶阳郡远安县。辖境相当今湖北省宜昌市、枝城市、远安县等地。周武帝改置硖州。